# Liber Aureus di Prüm
Il Liber Aureus di Prüm (in tedesco Liber aureus aus Prüm) è una collezione di documenti carolingia risalente al periodo compreso tra il X e il XII secolo, conservata nella Schatzkammer della Stadtbibliothek di Treviri, in Germania. Quest'opera rappresenta una delle testimonianze più importanti del monachesimo e della cultura giuridica dell'Abbazia di Prüm, situata nella regione dell'Eifel, in Germania occidentale.

## Storia e descrizione
Il manoscritto fu redatto durante il periodo della dinastia carolingia, uno dei più influenti imperi dell'Europa medievale. Il Liber Aureus (letteralmente "Libro d'Oro") prende il nome dalla copertina dorata che lo caratterizza. Questo codice raccoglie una serie di documenti legali, privilegi, cronache, genealogie e patenti nobiliari che testimoniano la storia e l'importanza dell'Abbazia di Prüm come centro religioso e culturale.
Prüm, fondata nell'VIII secolo, fu un'abbazia benedettina di primaria importanza sotto il patrocinio dei sovrani carolingi, i quali garantirono numerosi privilegi all'istituzione. Il Liber Aureus testimonia proprio questi rapporti di protezione e mecenatismo tra l'abbazia e i vari membri della dinastia carolingia e delle famiglie nobiliari che orbitavano attorno al potere imperiale.

## Descrizione del manoscritto
Il Liber Aureus di Prüm è noto non solo per il suo contenuto, ma anche per la sua straordinaria copertina dorata. Al centro della copertina è raffigurato Cristo, circondato da figure simboliche della corte celeste. Ai lati di Cristo si trovano due importanti sovrani carolingi: Pipino il Breve, a sinistra, e Carlo Magno, a destra. Sotto di loro sono raffigurati successivi membri della dinastia carolingia, a simboleggiare la continuità del potere dinastico e il legame con la chiesa di Prüm.
La legatura dorata rappresenta un chiaro esempio dell'arte orafa e della miniatura del tempo, e riflette il prestigio dell'abbazia e l'importanza attribuita ai manoscritti sacri e legali in questo periodo.

### Contenuti del Liber
Il Liber Aureus raccoglie una vasta serie di documenti, tra cui:
- Carte di donazione e privilegi imperiali concessi all'abbazia.
- Genealogie delle famiglie nobiliari, con particolare attenzione ai legami dinastici dei Carolingi e ai loro discendenti.
- Patenti nobiliari, che confermavano il titolo e i privilegi delle famiglie che sostenevano l’abbazia.
- Cronache dell'abbazia e degli eventi storici rilevanti della regione.
- Registri giuridici relativi alle proprietà e ai diritti dell'abbazia.
- Memoriali relativi a membri della dinastia carolingia e ad altri benefattori dell'abbazia.

## Importanza storica
Il Liber Aureus di Prüm è una fonte inestimabile per gli storici del medioevo, in quanto offre uno sguardo diretto sulle relazioni tra il potere ecclesiastico e quello secolare nell'epoca carolingia. Le genealogie contenute nel manoscritto sono particolarmente preziose per lo studio delle famiglie nobiliari dell’epoca e delle loro connessioni dinastiche. Le patenti nobiliari, inoltre, forniscono dettagli sui privilegi e sui rapporti tra le famiglie aristocratiche e l’abbazia, sottolineando il ruolo di Prüm come centro di potere e influenza.
Oggi, il manoscritto è conservato nella Schatzkammer della Biblioteca Civica di Treviri, dove continua a essere studiato da studiosi e ammirato da visitatori per il suo straordinario valore storico e artistico.

## Fondazione Archivio Storico Liber Aureus
La Fondazione Archivio Storico Liber Aureus, fondata nel 2020, si ispira al Liber Aureus di Prüm per la conservazione di genealogie, documenti storici e stemmi delle famiglie nobili italiane. L'archivio originale risale al 1784, e oggi la fondazione si dedica alla digitalizzazione e protezione di questo patrimonio culturale. Grazie a questo processo, storici e studiosi possono accedere facilmente ai documenti, garantendo la trasmissione delle memorie alle generazioni future.